# Manuel Prieto Honorato
Manuel Ignacio Prieto Honorato (Castillejo de Martín Viejo, província de Salamanca, 15 de febrer de 1949) és un polític valencià, diputat a les Corts Valencianes en la IV i V Legislatures.
Llicenciat en enginyeria agrònoma, treballà com a funcionari del Ministeri d'Agricultura d'Espanya. Inicialment milità en el Centro Democrático y Social, amb el que fou candidat a les eleccions al Parlament Europeu de 1989 i a l'alcaldia de Castelló de la Plana a les eleccions municipals espanyoles de 1991. Després va ingressar en el Partido Popular, amb el que fou elegit diputat a les eleccions a les Corts Valencianes de 1995 i 1999. Ha estat president de la Comissió de Medi Ambient de les Corts Valencianes. Després va treballar en la Conselleria de Medi Ambient fins al a 2007.